# 站前街道 (辽源市)
站前街道，是中华人民共和国吉林省辽源市龙山区下辖的一个乡镇级行政单位。

## 行政区划
站前街道下辖以下地区：
站通社区、站宁社区和站兴社区。